# 三田坂

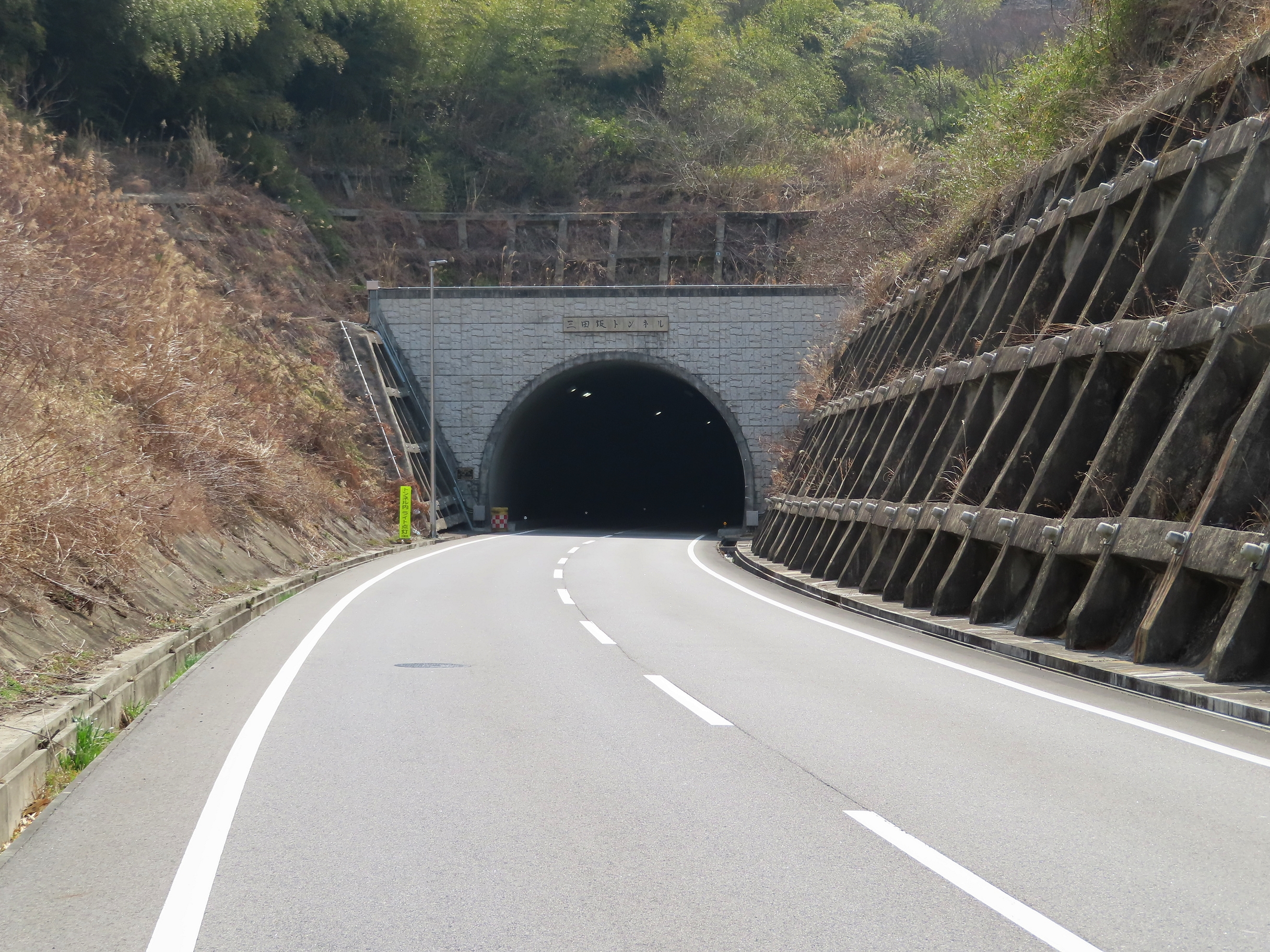
国道422号の三田坂トンネル

三田坂（みたさか）は、三重県伊賀市にある峠である。

## 概要
標高353 m（メートル）の国道422号上に位置する峠である。読み方は「みたざか」もしくは「みったざか」とも呼ばれる。現在では三重県伊賀市の三田と諏訪を隔てている。この峠付近の道路が狭路であることもあり、三田坂バイパスの建設が進められ、2018年（平成30年）2月25日にトンネルを含む5.1 km（キロメートル）の区間が開通した。

## 道路状況
バイパス開通前はカーブが連続し、すれ違いが難しい場所があった。そのため、1996年（平成8年）度から三田坂バイパスの建設事業が開始され、バイパス開通後は大型車も通行可能になり、雨量規制が解除された。このバイパスはトンネル1本（延長1,528 m）、橋梁8橋（延長計547 m）で成り立つ幅員7.5 mの2車線の道路である。

## 隣接する峠
- 桜峠